# 1100
1100 (MC) var ett skottår som började en söndag i den julianska kalendern.

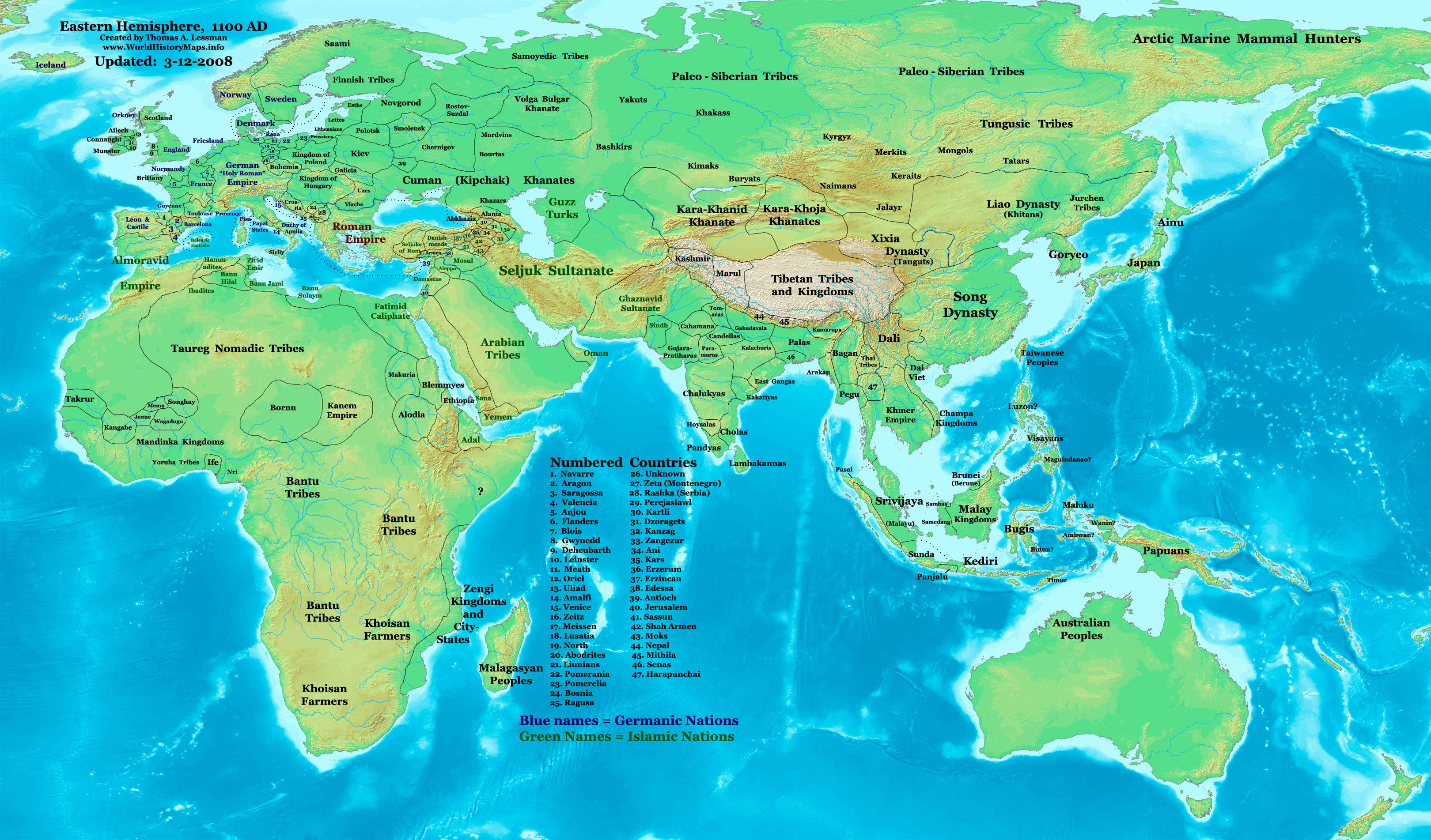
Gamla världen år 1100.

## Händelser

### Augusti
- 5 augusti – Sedan Vilhelm II har avlidit i en jaktolycka tre dagar tidigare efterträds han som kung av England av sin bror Henrik I. I samband med trontillträdet utfärdar han proklamationen Charter of Liberties (även känd som The Coronation Charter), som blir ett förstadium till engelsk konstitution.[1]

### September
- 8 september – Theoderic utses till motpåve.

### December
- 25 december – Kungariket Jerusalem grundläggs när Balduin I blir statens första kung.[2]

### Okänt datum
- Inge den äldre och hans hustru grundar Vreta kloster och donerar även ett antal närbelägna gårdar till klostret.
- Pierre Abaelard börjar undervisa i Paris.

## Födda
- Alexander III född Orlando Bandinelli, påve 1159–1181 (född omkring detta år).
- Hadrianus IV, född Nicholas Breakspear, påve 1154–1159 (född omkring detta år).
- Gregorius VIII, född Alberto de Morra, påve 1187 (född omkring detta år).
- Geoffrey av Monmouth (född omkring detta år).
- Sverker den äldre, kung av Östergötland från 1125 och kung av Sverige 1130–1156 (möjligen född detta år).
- Elvira av Kastilien, siciliansk drottning.

## Avlidna
- 2 augusti – Vilhelm II Rufus, kung av England sedan 1087.
- 8 september – Clemens III, motpåve 25 juni 1080 och sedan 1084.
- Lady Six Monkey, regerande drottning av det mixtekiska kungariket Huachino 1090-1100

### Fotnoter
1. ↑  ”Communal Courts”. Arkiverad från originalet den 23 juni 2010. https://web.archive.org/web/20100623154402/http://vi.uh.edu/pages/bob/elhone/comcrts.html. Läst 5 augusti 2010.
2. ↑  ”Baldwin I of Edessa”. Arkiverad från originalet den maj 9, 2010. https://web.archive.org/web/20100509212911/http://historymedren.about.com/od/bentries/a/11_baldwini.htm. Läst 5 augusti 2010.